# Peter Škerl
Peter Škerl, slovenski ilustrator, slikar in oblikovalec, * 8. maj 1973, Ljubljana, Slovenija.
Diplomiral je iz ilustracije in oblikovanja vizualnih komunikacij na Akademiji za likovno umetnost in oblikovanje v Ljubljani. V likovni umetnosti se je izkazal že kot osnovnošolec. Leta 1991, takrat še v srednji šoli, je posnel kratki risani film Tri gosenice. Od leta 2002 ustvarja kot svobodni umetnik. Ilustrira slikanice in knjige za otroke in mladino, učbenike in priročnike (Mladinska knjiga, DZS) ter objavlja v otroških revijah (Ciciban, Cicido, Mavrica, Ognjišče). S svojimi ilustracijami je opremil več kot sto različnih izdaj knjižnih del. Še posebej uspešen je bil s svojimi ilustracijami knjige Močvirniki pisateljice Barbare Simoniti. Likovno je opremil tudi več lutkovnih in gledaliških predstav. Škerl živi in ustvarja v Dolenjskih Toplicah.

## Dela

### Pomembnejše knjižne ilustracije
- Očka, ta je bila pa res prima (2000) (COBISS)
- Zlati časi (2000) (COBISS)
- Lepše življenje (2001) (COBISS)
- Deževnikarji : kako postati deževnikar (2002) (COBISS)
- Male neumnosti (2003) (COBISS)
- Rdeča hiša (2004) (COBISS)
- Pika v knjižnici (2004) (COBISS)
- Po sedmih pravljičnih deželah (2005) (COBISS)
- Šola ni zame! (2005) (COBISS)
- Ponoči nikoli ne veš (2006) (COBISS)
- Ostržek bere za bralno značko (2006) (COBISS)
- Klobuk gospoda Konstantina (2007) (COBISS)
- Ah, ti zdravniki! (2007) (COBISS)
- Kje so doma dobri možje (2008) (COBISS)
- Ko se želva izgubi (2009) (COBISS)
- Nihče ne ve... Prilike v stripu in verzih (2011) (COBISS)
- Močvirniki (2012) (COBISS)
- Živalska farma (2014) (COBISS)

## Razstave

### Samostojne razstave
- Razstava ilustracij Barve živijo podnevi, Galerija Lična hiša, Ajdovščina (2004)
- Pregledna razstava ilustracij, Pionirska knjižnica Oton Župančič, Ljubljana (2005)
- Pregledna razstava otroških ilustracij, Galerija Liznjekove domačije, Kranjska Gora (2005)
- Razstava ilustracij Kje so doma dobri možje, Galerija Sončnica, Ljubljana (2009)
- Razstava slikaniških ilustracij Klobuk gospoda Konstantina, Knjižnica Srečka Kosovela, Sežana (2009)
- Pregledna razstava ilustracij, Baragova galerija, Trebnje (2009)
- Razstava ilustracij iz Midraških zgodb Odmev tišine, Škofijska gimnazija A. M. Slomška, Maribor (2011)
- Pregledna razstava ilustracij Ilustracija pripoveduje, Galerija Mestne knjižnice, Grosuplje (2012)
- Razstava ilustracij iz knjižnega dela Močvirniki, Steklen atrij Mestne hiše, Ljubljana (2013)
- Razstava ilustracij iz slikanice Klobuk gospoda Konstantina, Mestna knjižnica, Kranj (2013)
- Razstavo ilustracij iz knjige Močvirniki, Galerija Lek, Ljubljana (2014)
- Razstavo ilustracij iz knjige Živalska farma Georgea Orwella, Steklen atrij Mestne hiše, Ljubljana (2014)
- Razstavo ilustracij iz knjige Živalska farma Georgea Orwella, Galerija Simulaker, Novo mesto (2014)

### Mednarodne razstave
- Bienale slovenske ilustracije, Ljubljana (2002, 2004, 2006, 2008, 2012)
- OBI, Japonska (2004)
- Prvi hrvaški bienale ilustracije, Zagreb (2006, 2010)
- Blue book group, Iran (2009)

## Nagrade
- Posebno priznanje Hinka Smrekarja za mladega ustvarjalca (2002)
- Nagrada za najlepšo slovensko knjigo za otroke in mladino (2007)
- Nagrada za najlepšo izvirno slovensko slikanico (2008)
- Velika nagrada Hinka Smrekarja (Močvirniki) (2012)
- The White Ravens, München (knjiga Močvirniki uvrščena med 250 najboljših knjig z vsega sveta) (2013)
- Levstikova nagrada za izvirne ilustracije (Močvirniki) (2013)
- IBBY častna lista, (Močvirniki) (2014)

## Vir
- Veler Alenka, ur. (2005). Album slovenskih ilustratorjev. Ljubljana : Mladinska knjiga. COBISS 219779072. ISBN 86-11-16562-4.
- Osebnosti: veliki slovenski biografski leksikon. Mladinska knjiga, Ljubljana. 2008. COBISS 241136128. ISBN 978-961-01-0504-6.